# Manuel Pavón Varela
Manuel Pavón Varela (Dos Hermanas, 3 de mayo de 1883 - Madrid, 12 de octubre de 1967) fue un cantaor gitano, conocido en sus principios con el apodo de Maneli, siendo su nombre artístico Manuel Pavón.

## Biografía
Nació en Dos Hermanas (provincia de Sevilla) el día 3 de mayo de 1883, concretamente en la calle Marea y murió en Madrid el día 12 de octubre de 1967. De padre desconocido hasta ahora, su madre se llamó María Pavón Varela, de la que tomó sus dos apellidos. Curiosamente, cuando lo bautizaron le pusieron Alejandro y no Manuel. Sus abuelos maternos, José y Rosario, eran también de Dos Hermanas, como lo fueron seguramente sus bisabuelos y tatarabuelos. Con sólo 16 años de edad ya frecuentaba Maneli los ambientes flamencos de Sevilla, actuando en algunos de sus cafés cantantes, como El Filarmónico y La Bombilla.
Ya entonces era un gran seguidor de los cantes de Antonio Chacón, cantaor que había llegado a la capital andaluza más o menos cuando nació el cantaor nazareno, dos años más tarde, comenzando su revolución particular en cafés como el de Silverio Franconetti. Fue en Granada, al parecer, en una fiesta celebrada en la casa de los Rodríguez Acosta, donde conoció personalmente al gran maestro jerezano, quien en seguida adivinó en el muchacho un prometedor futuro como cantaor, de sólo 20 años de edad. Nació entre ellos una gran amistad que duró hasta la muerte del maestro, ocurrida en Madrid en 1929. Su debut en Madrid tuvo lugar en el Café de la Marina hacia 1907 junto al Niño de Morón y Fernando el Herrero. Gustaría mucho a los madrileños, puesto que estuvo contratado en este café durante nueve meses.
El eco de sus éxitos en Madrid llegó a Sevilla y regresó a su tierra para trabajar en el Café Nevería La Alegría, donde alternó con el Niño de Cañete y el humorista Vizco Pardá. Grabó sus primeros discos en el año 1910 para la Internacional Zonophone, con Ramón Montoya a la guitarra, sin duda el mejor de la época y uno de los genios de todos los tiempos. En sus primeros cantes, Manolo Pavón se nos presentaba ya como un cantaor hecho. Era el momento, pues, de afincarse definitivamente en la capital de España, donde desde 1912 se hizo muy popular al ser uno de los cantaores preferidos por Chacón y por su público. Se había casado un año antes en la Parroquia de Santiago de Sevilla con Leoncia Lebrija Luján. Concretamente el día 11 de diciembre de 1911. En los años 20 seguía triunfando en Madrid y tomando parte en acontecimientos importantes, la mayoría de ellos invitado por el propio Chacón, que siempre vio en él a su posible sucesor.
En los periódicos de Madrid se hacían eco en ocasiones del deseo del maestro, como ocurrió en 1924 con motivo de la visita a la Villa y Corte de los reyes de Italia, Víctor Manuel y Elena. Con tal motivo se montó una fiesta organizada por la Asociación de la Prensa y en ella, además de Chacón, la Niña de los Peines y Escacena, cantó Manolo Pavón. El diario Informaciones dijo lo siguiente el día 9 de junio: Después de servirse una espléndida cena dio comienzo la fiesta, en la que intervinieron cuatro de nuestras más cotizadas bailaoras, el admirable D. Antonio Chacón, su discípulo (y puede que futuro sucesor) Pavón, y el gran guitarrista Montoya.
Como Cepero, Chacón, Escacena, El Herrero, Mojama y otros, Manolo Pavón era de los fijos en Villa Rosa y Los Gabrieles, actuando poco en los teatros y, menos aún, en las plazas de toros, donde es más que probable que no cantara nunca, porque le gustaban solo las reuniones y tomar parte en grandes fiestas, como cuando se inauguró la madrileña Casa Velázquez, en 1926. Ese día cantó delante de los reyes de España, del general Primo de Rivera, los duques de Medinaceli y los de Alba, entre otros aristócratas. Y estuvo también en Buenos Aires como cantaor de María Albaicín y de Ramón Montoya, en uno de los escasos viajes que hizo fuera de España. Su etapa más difícil fue la de la Guerra Civil de 1936.
A los pocos años de terminar la contienda, como le resultaba difícil adaptarse a la nueva situación política y artística, se retiró y tuvo que hacer de todo para sobrevivir. Terminó sus días vendiendo tabaco por los locales de Madrid. Pobre y olvidado, el cantaor de Dos Hermanas falleció en la capital de España el día 12 de octubre de 1967.

## Fuente
- El Arte de Vivir el Flamenco
- Este artículo es una obra derivada de «Pavón Varela» por Pavón Varela&action=history editores de Ateneo de Córdoba, disponible bajo las licencias GNU Free Documentation License y Creative Commons Atribución-CompartirIgual 3.0 Unported.

- Datos: Q23942804